# Koenraad I van Württemberg
Koenraad I (Konrad von Wirtinisberc, C(u)onradus de Wirdeberch) was heer van Wirtemberg van 1083 tot 1110. Hij werd voor het eerst vermeld in 1081.
Koenraad was de zoon van een edelman, de heer van Beutelsbach en waarschijnlijk nakomeling van de Salische hertogen Koenraad I of II van Karinthië. Wel zeker was hij een broer van Bruno van Beutelsbach (1105-1120), abt van Hirsau en van Liutgard van Beutelsbach en ook echtgenoot van een niet nader bekende Werntrud. Hij wordt beschouwd als de stamvader van het geslacht Württemberg.
Koenraad bouwde rond 1083 een burcht op de Wirteneberg (Wirtemberg) nabij het huidige Stuttgart-Untertürkheim. Hij nam er zijn toevlucht en noemde zich naar de nieuwe burcht.
Onder zijn nieuwe naam verschijnt deze Koenraad tussen 1089 en 1092 als getuige bij het zogenaamde Bempflinger Verdrag van de graven Kuno en Liutold von Achalm met hun neef graaf Werner van Grüningen en ook op 2 mei 1092 in Ulm weer als getuige bij zijn overmaking van goederen aan het klooster Allerheiligen in Schaffhausen in bijzijn van de hertogen Berchtold en Welf.